# Le Pain nu
Le Pain nu (titre original en arabe : الخبز الحافي Al-khubz al-ḥāfī) est un roman de l'écrivain marocain Mohamed Choukri publié en 1973. Il a un statut important dans la littérature arabe, car il est l'un des premiers textes qui aborde des sujets tabous dans la société nord-africaine de l'époque, comme la drogue, la violence, ou la sexualité dont la prostitution.

## La publication duPain nu
Le choix des thèmes abordés explique les difficultés qu'a eu Mohamed Choukri à faire publier son texte. Le manuscrit original est refusé par les maisons d'éditions marocaines, et Le Pain nu est publié pour la première fois dans la traduction anglaise qu'en fait Paul Bowles, en 1973 aux éditions Peter Owen. Il est ensuite publié en 1980 en France, aux éditions Maspero, dans une traduction qu'en a fait Tahar Ben Jelloun. Il ne sera édité au Maroc qu'en 1982, avant d'être interdit, de 1983 jusqu'en 2000.

## Résumé
Le Pain nu est un texte ouvertement autobiographique. Il raconte l'enfance et l'adolescence de Mohamed, qui a suivi sa famille dans son exode depuis le Rif jusqu'à Tanger. Le texte reprend la figure haïe du père du narrateur, alcoolique, violent, et même meurtrier. Mohamed sombre peu à peu dans l'alcool et la drogue. Il connaît la vie des rues et décrit la violence qu'il vit au jour le jour. Il fréquente le milieu de la prostitution. La description de ses fantasmes sexuels, à propos de viols de jeunes filles, ou bien de son viol d'un jeune garçon, sont les passages qui expliquent la censure du texte. Les passages descriptifs présentent au lecteur le Maroc des années 1930 aux années 1950, mentionnant la domination française et les troubles qu'elle engendre, la soumission au régime espagnol, et la famine qui fait des ravages dans le peuple marocain. 
La fin du roman voit Mohamed, analphabète jusqu'à ses 20 ans, demander à entrer dans une école pour apprendre à lire et à écrire.

## Éditions
Choukri, Mohamed, Le Pain nu, traduction française de Tahar Ben Jelloun, éditions du Seuil, collection Points, 1980.

## Adaptations
Le Pain nu est adapté en bande dessinée par Abdelaziz Mouride. Après des années à être refusée par les éditeurs, l'adaptation de Mouride est publiée en 2020 aux éditions Alif Bata.
Il est également adapté au théâtre.